# Dioli

Il glicole etilenico è il diolo vicinale più semplice

I dioli (industrialmente e commercialmente noti come glicoli) sono composti organici di struttura simile agli alcani, in cui però due atomi di idrogeno sono sostituiti da due gruppi ossidrile -OH; hanno pertanto formula bruta CnH(2n + 2)O2.
Un esempio di diolo è l'1,2-etandiolo, o glicole etilenico, avente formula HO-CH2-CH2-OH, normalmente utilizzato in miscela con l'acqua come antigelo.

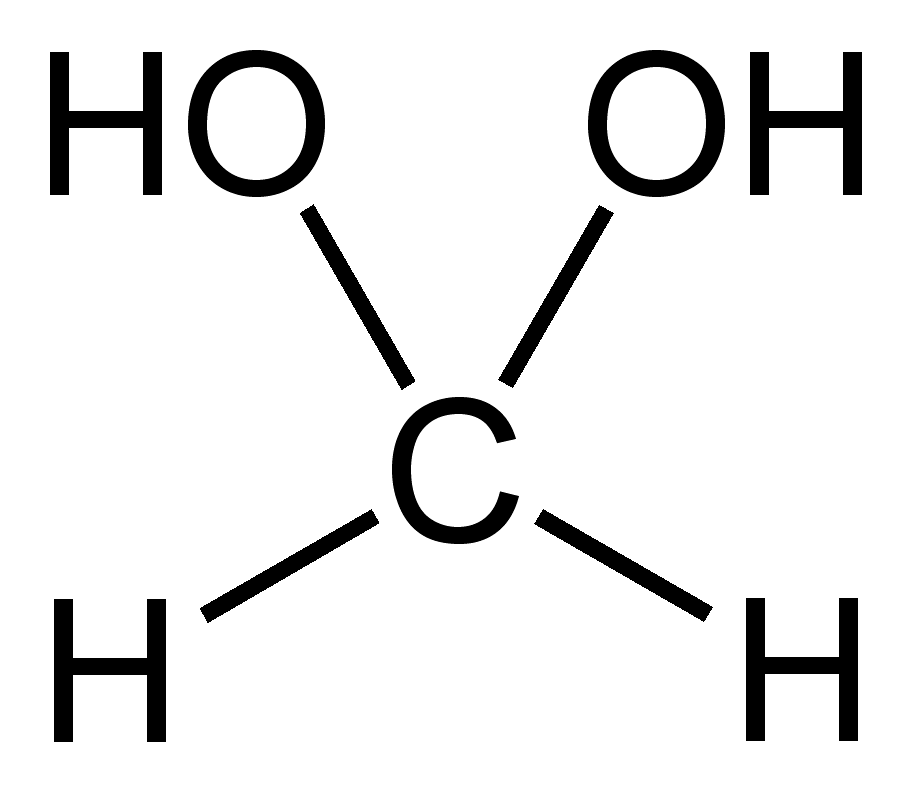
Glicole metilenico il diolo geminale più semplice

I dioli geminali, o gemdioli, sono dioli i cui due gruppi ossidrile sono legati allo stesso atomo di carbonio. Sono nella maggior parte dei casi composti instabili, che tendono spontaneamente a perdere una molecola di acqua convertendosi nel corrispondente composto carbonilico (aldeide o chetone).
I dioli vicinali sono invece quei dioli i cui due gruppi ossidrile sono legati a due atomi di carbonio a loro volta direttamente legati tra di loro (come nel caso del glicole etilenico).

## Sintesi
In laboratorio si utilizza in genere il tetrossido di osmio che fornisce dioli tramite una reazione periciclica. Un metodo di sintesi che parte dall'ossidazione degli alcheni e usa catalizzatori a base di osmio e ossigeno molecolare, in blande condizioni, è adatto alla produzione industriale. Il catalizzatore è facilmente riciclato, la conversione è pressoché totale e la selettività supera il 90%.
La diidrossilazione asimmetrica di Sharpless permette la formazione di dioli con elevata enantioselettività e valse al suo scopritore il premio Nobel per la chimica nel 2001.